# ハリーとトント
『ハリーとトント』（原題: Harry and Tonto）は、1974年製作のアメリカ映画。
第47回アカデミー賞において、アート・カーニーが主演男優賞を受賞し、ポール・マザースキーとジョシュ・グリーンフェルドが脚本賞の候補となっている。

## あらすじ
72歳のハリーは、妻に先立たれ3人の子供達も独立しており、マンハッタンのアパートに愛猫トントとともに暮らしていた。しかし、区画整理の為にアパートから強制的に立ち退かざるを得なくなり、長男バートの家へ移り住むことになるも、そこに馴染むことができず、娘のシャーリーを尋ねる為、トントを連れてシカゴへ向かう決心をする。
トントが原因で飛行機にもバスにも乗ることが出来なくなったが、中古車を買い旅を続けることで、様々な人と出会うことになり・・・

## キャスト
| 役名                 | 俳優                               | 日本語吹替                                                                     |
| 役名                 | 俳優                               | テレビ朝日版                                                                   |
| -------------------- | ---------------------------------- | ------------------------------------------------------------------------------ |
| ハリー・クームズ     | アート・カーニー                   | 久米明                                                                         |
| シャーリー・マラード | エレン・バースティン               | 前田敏子                                                                       |
| ジェシー・ストーン   | ジェラルディン・フィッツジェラルド | 新村礼子                                                                       |
| エディ・クームズ     | ラリー・ハグマン                   | 仲村秀生                                                                       |
| ウェイド・カールトン | アーサー・ハニカット               | 杉田俊也                                                                       |
| バート・クームズ     | フィル・ブランス                   | 石田太郎                                                                       |
| バートJr.            | クリフ・デ・ヤング                 |                                                                                |
| ジンジャー           | メラニー・メイロン                 | 鈴木弘子                                                                       |
| 2本の羽のサム        | チーフ・ダン・ジョージ             | 松村彦次郎                                                                     |
| リロイ               | エイボン・ラング                   | 永井一郎                                                                       |
| ノーマン             | ジョシア・モステル                 | 安原義人                                                                       |
| セリア               | サリー・マー                       | 京田尚子                                                                       |
| 不明 その他          |                                    | 神田隆 幹本雄之 公卿敬子 若本紀昭 浅井淑子 緑川稔 一城みゆ希 石井敏郎 平林尚三 |
|                      |                                    |                                                                                |
| 演出                 | 演出                               | 山田悦司                                                                       |
| 翻訳                 | 翻訳                               | 入江敦子                                                                       |
| 効果                 |                                    |                                                                                |
| 調整                 |                                    |                                                                                |
| 制作                 | 制作                               | 日米通信社                                                                     |
| 解説                 | 解説                               | 淀川長治                                                                       |
| 初回放送             | 初回放送                           | 1980年9月14日 『日曜洋画劇場』                                                 |

日本語吹替版
1980年9月14日、テレビ朝日日曜洋画劇場内にて『ハリーとトント　～翔んでるおじいちゃんのアメリカ横断』と副題がついて放送。ちなみに初回放送は二時間枠（正味90分弱）。2015年4月22日発売のブルーレイには正味71分の90分枠版が収録。
字幕翻訳：清水俊二

## 製作・キャスティング
ポール・マザースキー監督はハリー役に有名俳優を起用したいと考え、ローレンス・オリヴィエ、既に引退したケイリー・グラントに出演依頼をしたがいずれも断られた。一方プロデューサー側は興行的に失敗する場合も想定してギャラの安いテレビ俳優を希望しており、そこでマザースキーの目に留まったのがたまたま鑑賞した舞台に出演していたアート・カーニーだった。
カーニーは台本を気に入ったものの、72歳のハリーよりも16歳も年下なので断ろうとした。が、マザースキーは第二次大戦で負傷した彼の歩き方がこの役に合ってると思い彼を説得した。カーニーは当時56歳で、息子役のラリー・ハグマンと13歳、娘役のエレン・バースティンと14歳しか離れていない。
トント役には2匹のトラネコが使われた。カーニーは動物が好きではなかったが、動物訓練士がカーニーの周囲に生レバーを置いて猫が近付くよう訓練するとそのうち何も与えなくても懐くようになり、カーニーも次第に愛情を感じるようになったという。撮影が終わってマザースキーが２匹を引き取ることになったが妻が猫アレルギーと判明し断念した。
映画のラスト、サンタモニカビーチで砂の城を作る少女はジル・マザースキー。マザースキー監督の娘である。

## 映画賞
| 賞                                               | 内容               | 候補者                                          | 結果       |
| ------------------------------------------------ | ------------------ | ----------------------------------------------- | ---------- |
| アカデミー賞                                     | 最優秀主演男優賞   | アート・カーニー                                | 受賞       |
| アカデミー賞                                     | オリジナル脚本賞   | ポール・マザースキー ジョシュ・グリーンフェルド | ノミネート |
| ゴールデングローブ賞 (コメディ/ミュージカル部門) | 最優秀主演男優賞   | アート・カーニー                                | 受賞       |
| ゴールデングローブ賞 (コメディ/ミュージカル部門) | 最優秀作品賞       | 「ハリーとトント」                              | ノミネート |
| 全米脚本家組合賞                                 | 最優秀ドラマ賞     | ポール・マザースキー ジョシュ・グリーンフェルド | ノミネート |
| ナショナル・ボード・オブ・レビュー賞             | トップ10映画賞     | 「ハリーとトント」                              | 5位を受賞  |
| キネマ旬報賞                                     | 最優秀外国語映画賞 | 「ハリーとトント」                              | 受賞       |
| パッツィ賞                                       | 最優秀動物演技賞   | トント                                          | 受賞       |